# Lida friluftsgård

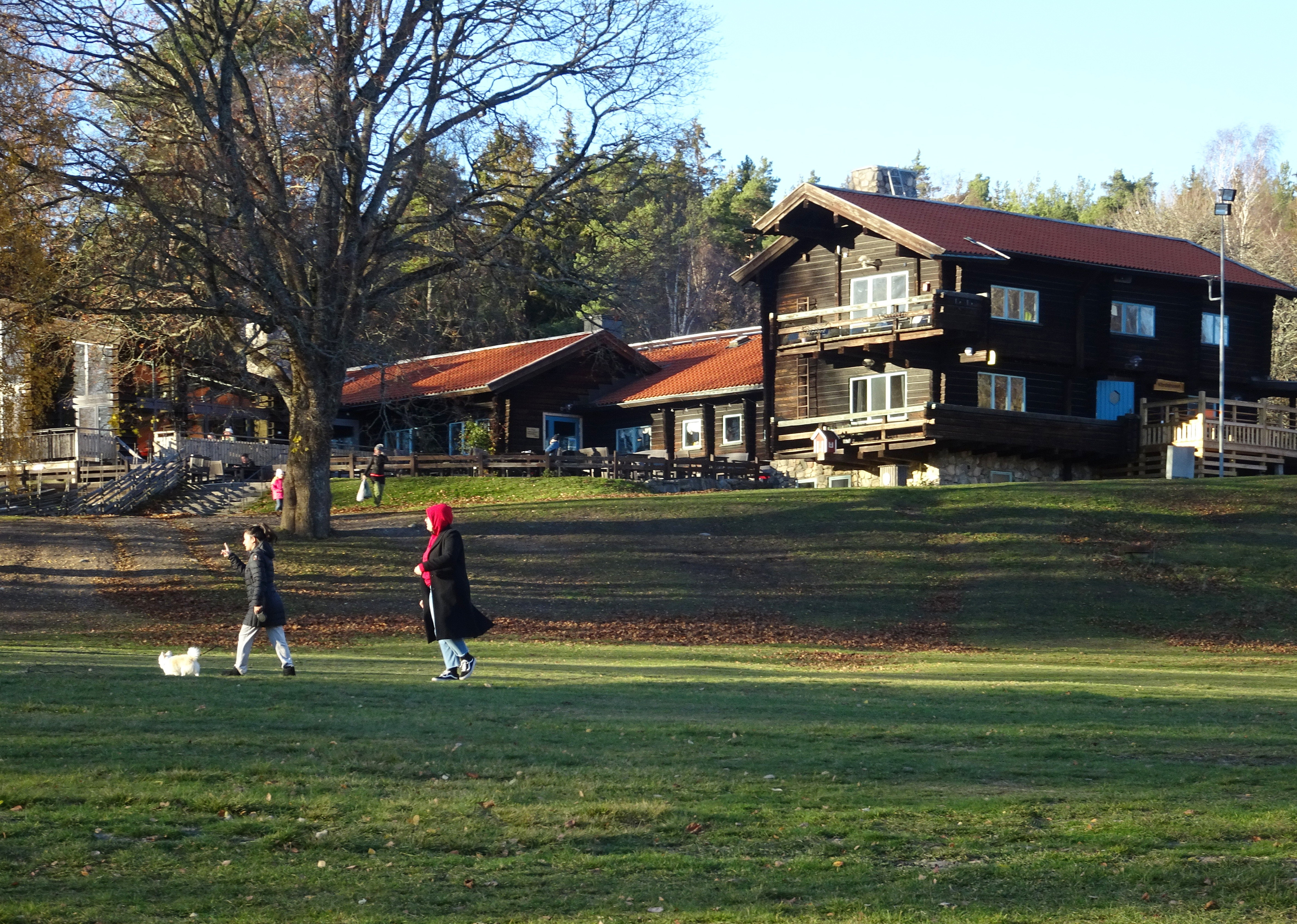
Lida friluftsgård med Ralph Erskines huvudbyggnad "Värdshuset", november 2018.

Lida friluftsgård är en anläggning för friluftsliv som ägs av Botkyrka kommun. Den ligger vid norra stranden av sjön Getaren fem kilometer söder om Tullinge, på Södertörn i Stockholms län. Från Tullinge station går buss 721 till hållplats Lida, som ligger bredvid parkeringen. 
Vid huvudbyggnaden Lida finns en restaurang, raststuga, minigolf och bredvid huvudbyggnaden finns stugor för övernattning. Det finns också ett gym med tillhörande omklädningsrum för allmänheten. År 2010 inrättades Lida naturreservat i Grödinge och Botkyrka socknar.

## Historia

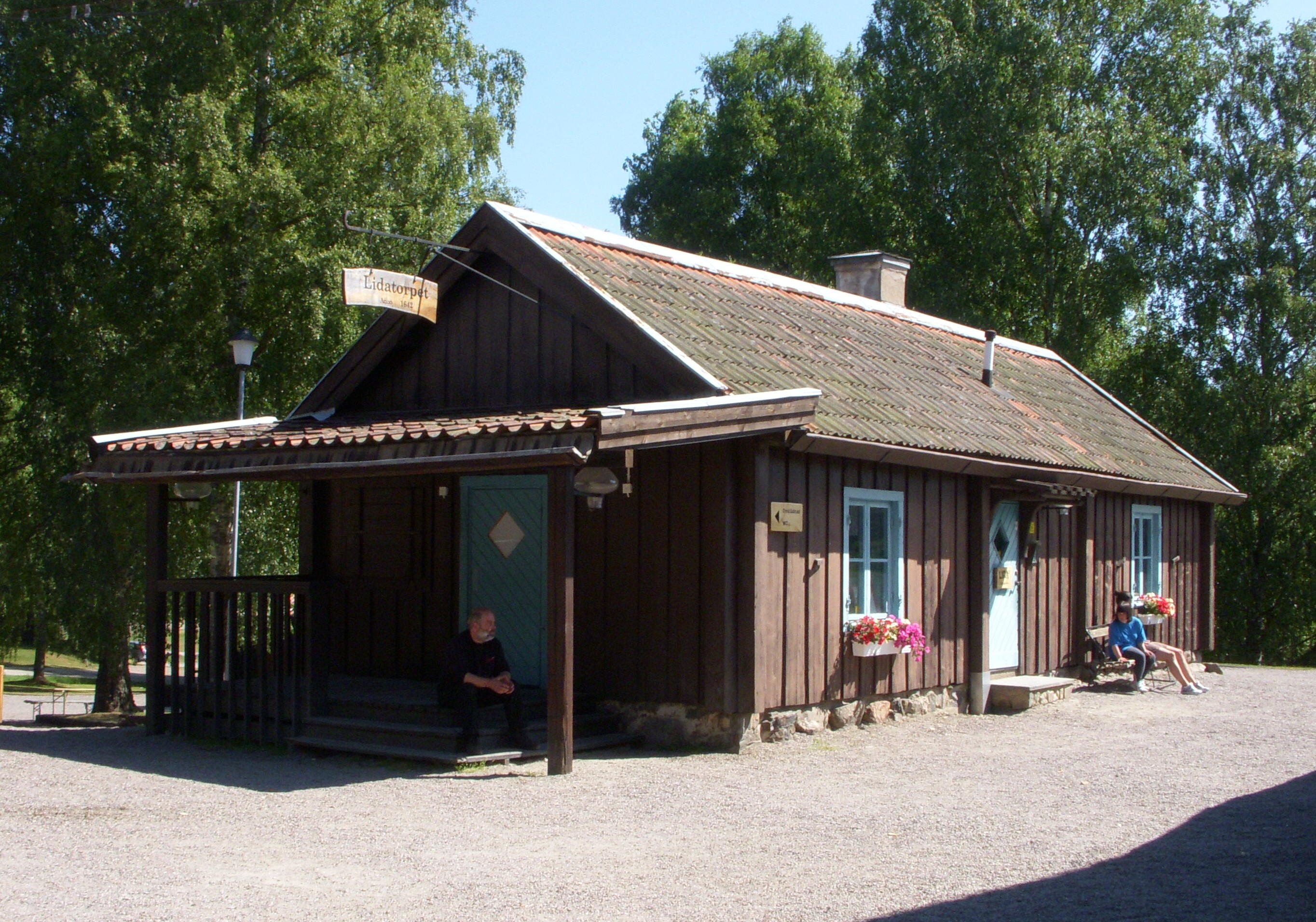
Torpet som har anor från 1600-talet

Lida har anor från 1600-talet: redan 1642 fanns här torpet Lida (kallas även Lidatorpet eller Stora Lida). Rikstens gård bedrev under mitten på 1800-talet malmutvinning vid Lidatorpet. Det finns idag rester av denna malmutvinning på berget ovanför Lida friluftsgård. Torpstugan står kvar än idag bredvid ingången till restaurangen och används som kontor. 
Skid- och Friluftsfrämjandet startade friluftsgården på 1930-talet. Organisationen köpte marken år 1941.
På 1940- och 50-talen gick så kallade snötåg från Stockholm till Huddinge station, Tullinge (pendeltågsstation), Tumba station och Uttran station. Med dessa åkte stadsbor ut för att åka skidor. Från järnvägsstationerna gick skidspår till Lida.
1967 köpte Stockholms stad friluftsgården för att använda den som en utflyktsplats för skolungdomar. 1989 köpte Botkyrka kommun friluftsgården, och idag drivs friluftsgården av det kommunägda företaget Upplev Botkyrka AB.
År 2006 byggde man till huvudbyggnaden med en ny volym och anlade en ny ingång till restaurangen. 2013 byggdes en 'Naturport' på platsen där raststugan tidigare legat. Naturporten innehåller en ny och större raststuga och en utställningslokal. Det finns också toaletter och kök. Under 2013 rev man en stor lekplats som legat på gräsplanen nedanför minigolfbanan, för att bygga en ny motorikbana för barn.

## Huvudbyggnaden
Huvudbyggnaden ritades 1942-43 av arkitekt Ralph Erskine tillsammans med sin blivande partner Aage Rosenvold. Anläggningen uppfördes i traditionell timmerteknik och blev färdig 1946. Huset var ett av Erskines första större arkitektuppdrag i Sverige sedan han flyttade från Storbritannien 1939. Utformningen påverkades av samarbetet med byggaren Kalle Daniels från Rättvik. År 2006 byggdes Erskines huvudbyggnad till med en modernt gestaltad husdel genom Björn Åström på Scheiwiller Svenssons Arkitektkontor. Vid huvudbyggnaden Lida finns restaurang, raststuga, bangolf och bredvid finns stugor för övernattning och omklädningsrum. Utanför finns en stor bilparkering.

## Bilder

Värdshuset
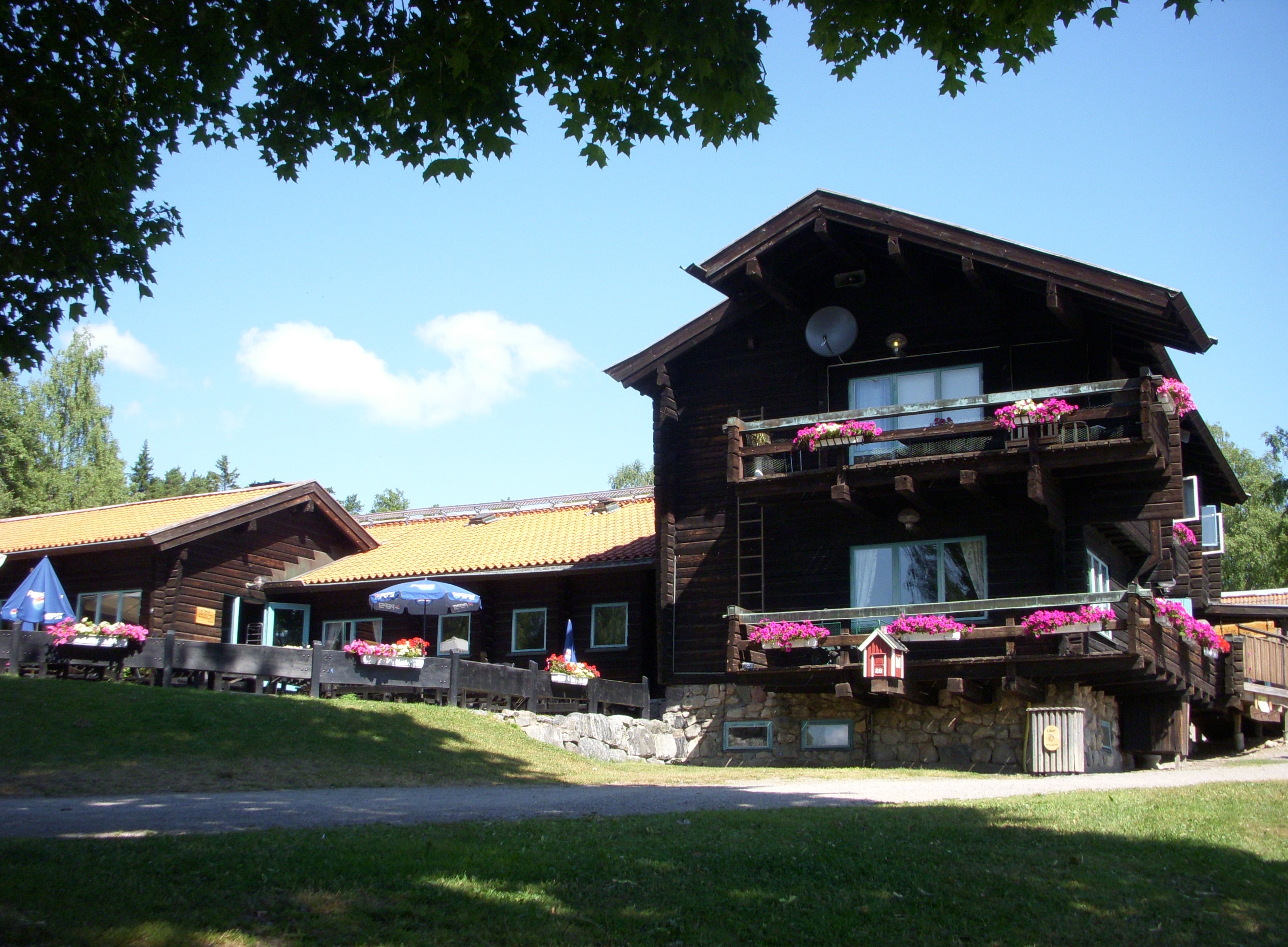
Huvudbyggnaden, arkitekt Erskine
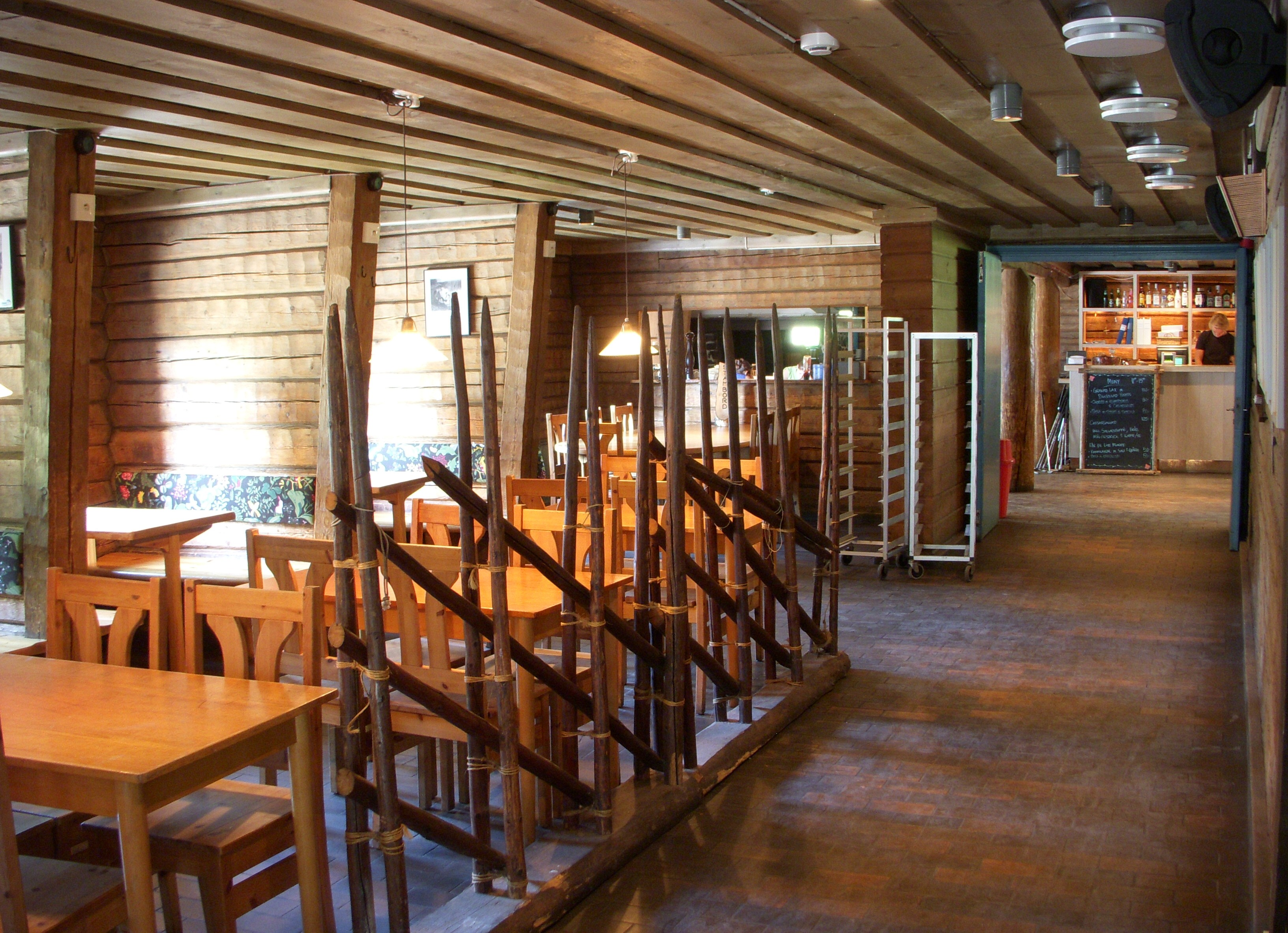
Interiör, huvudbyggnaden
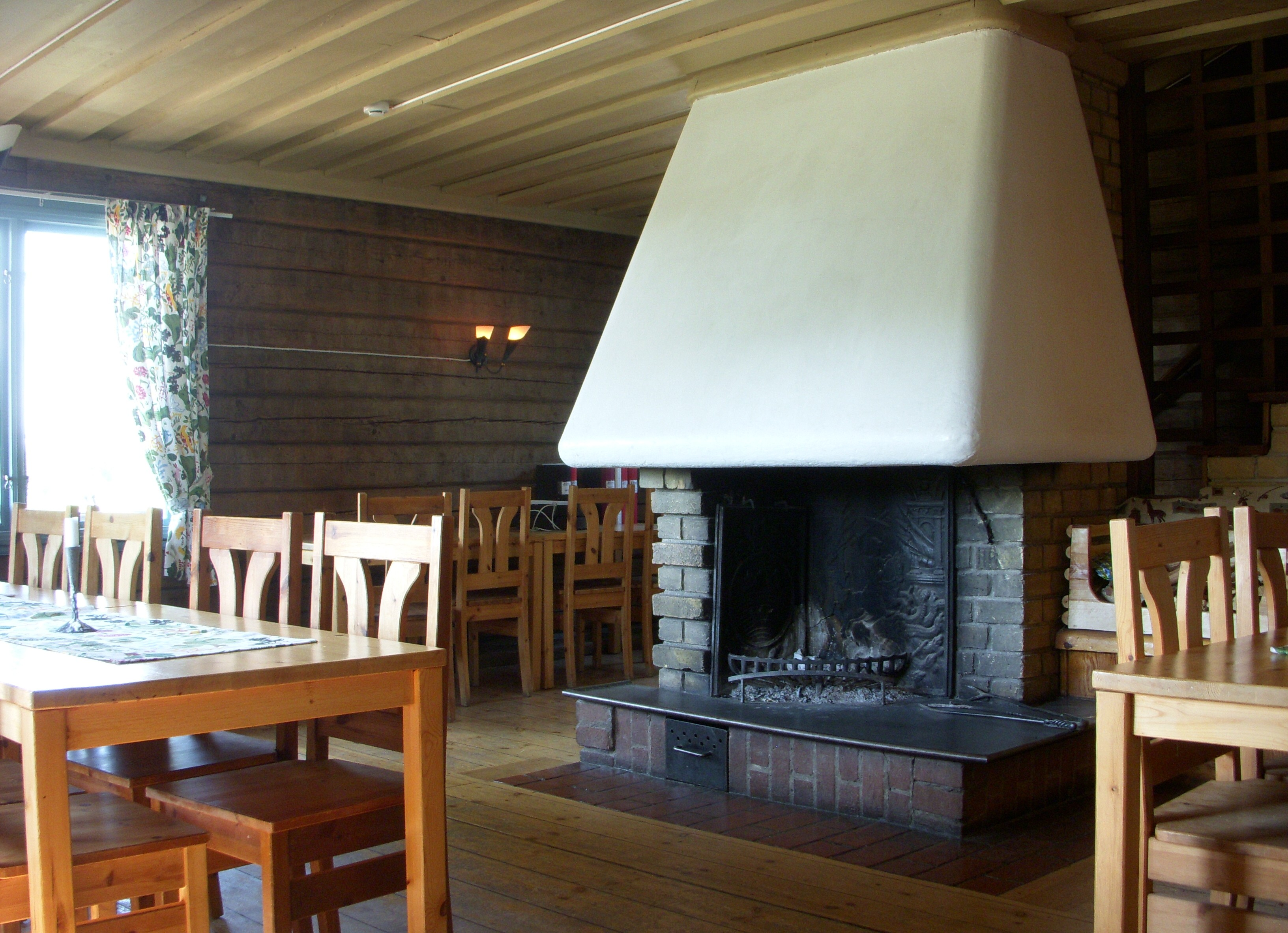
Interiör, huvudbyggnaden
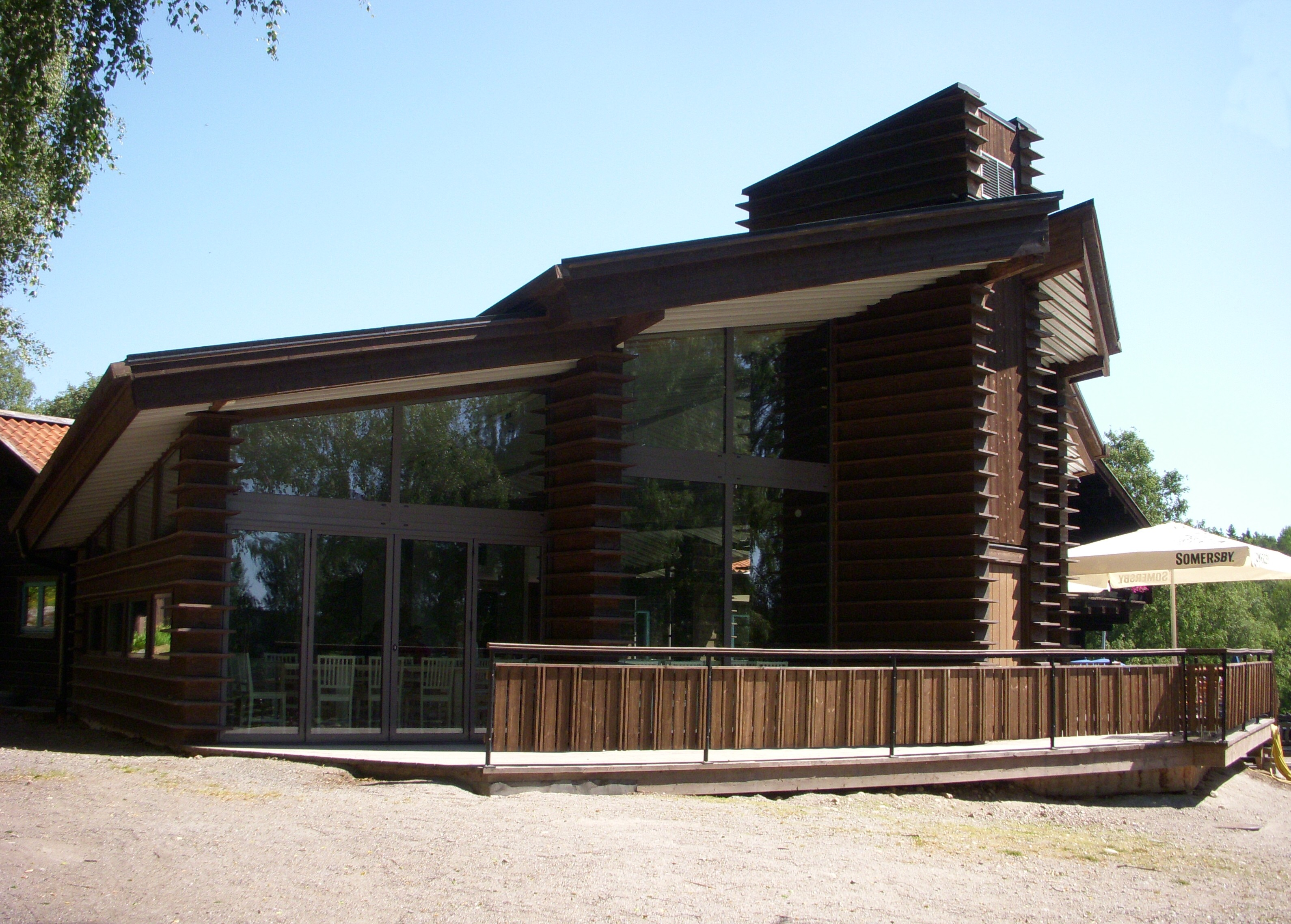
Tillbyggnaden från 2006

Övriga anläggningar
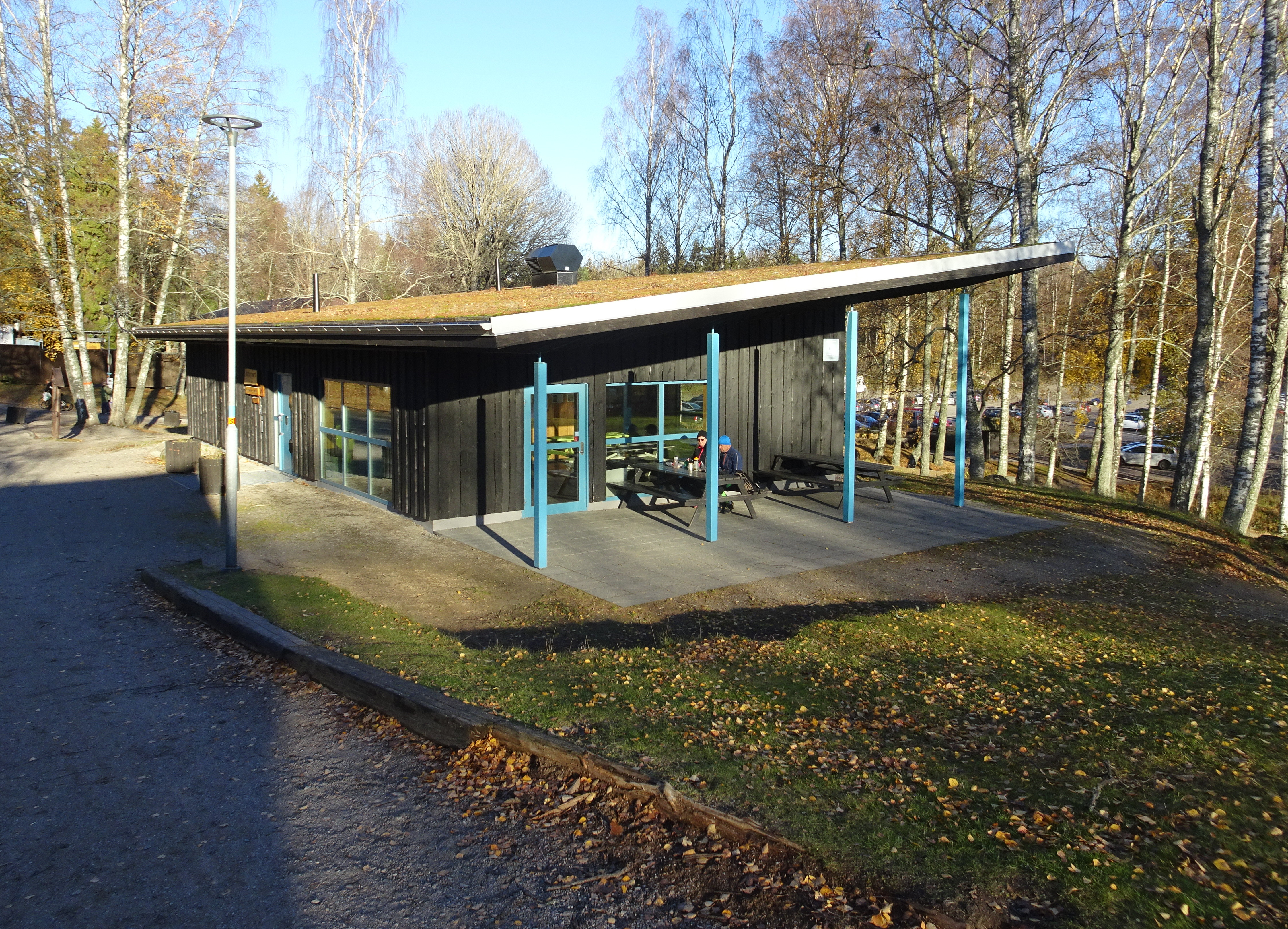
Nya "Naturporten" från 2013
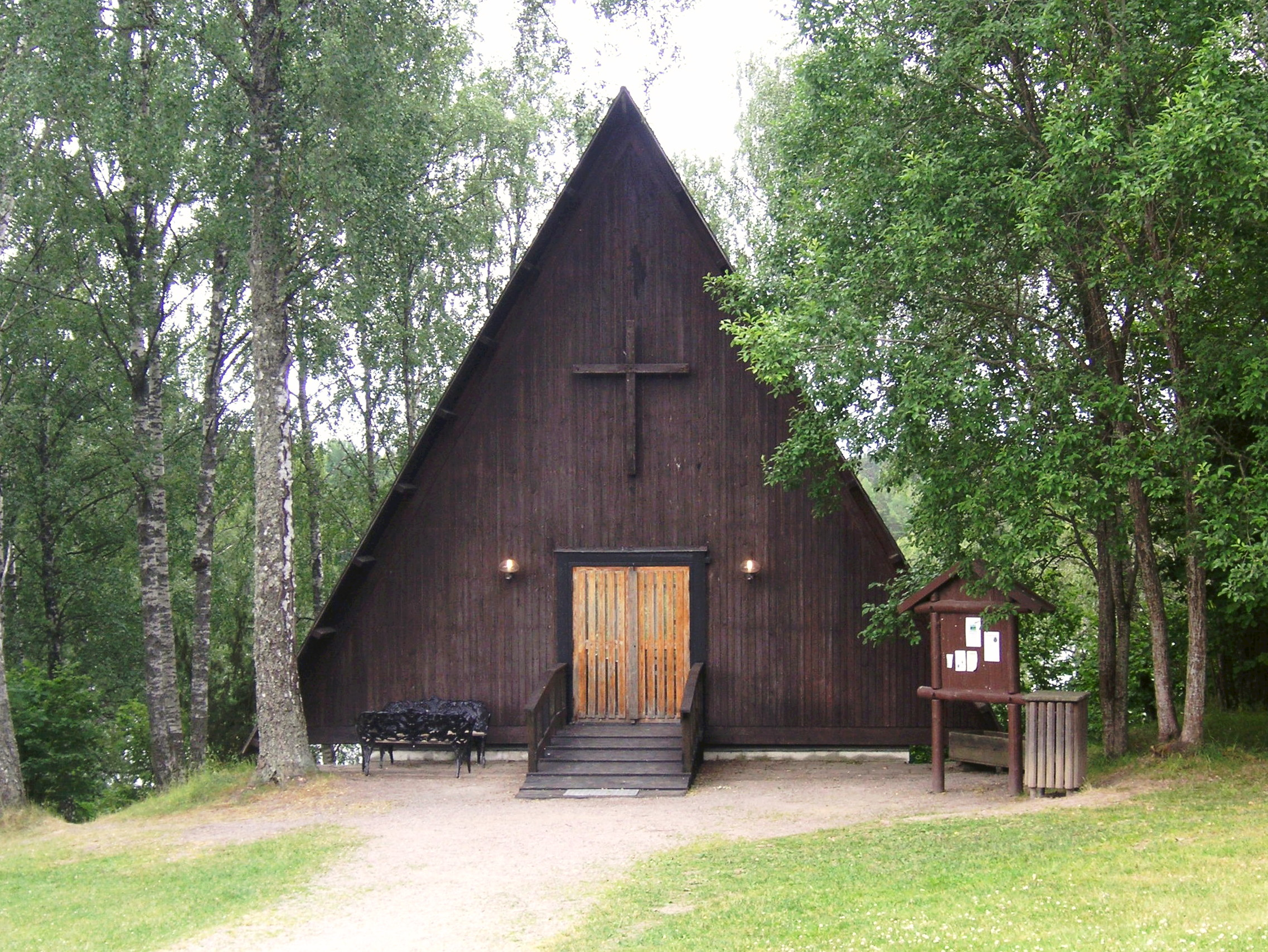
Idrottskyrkan
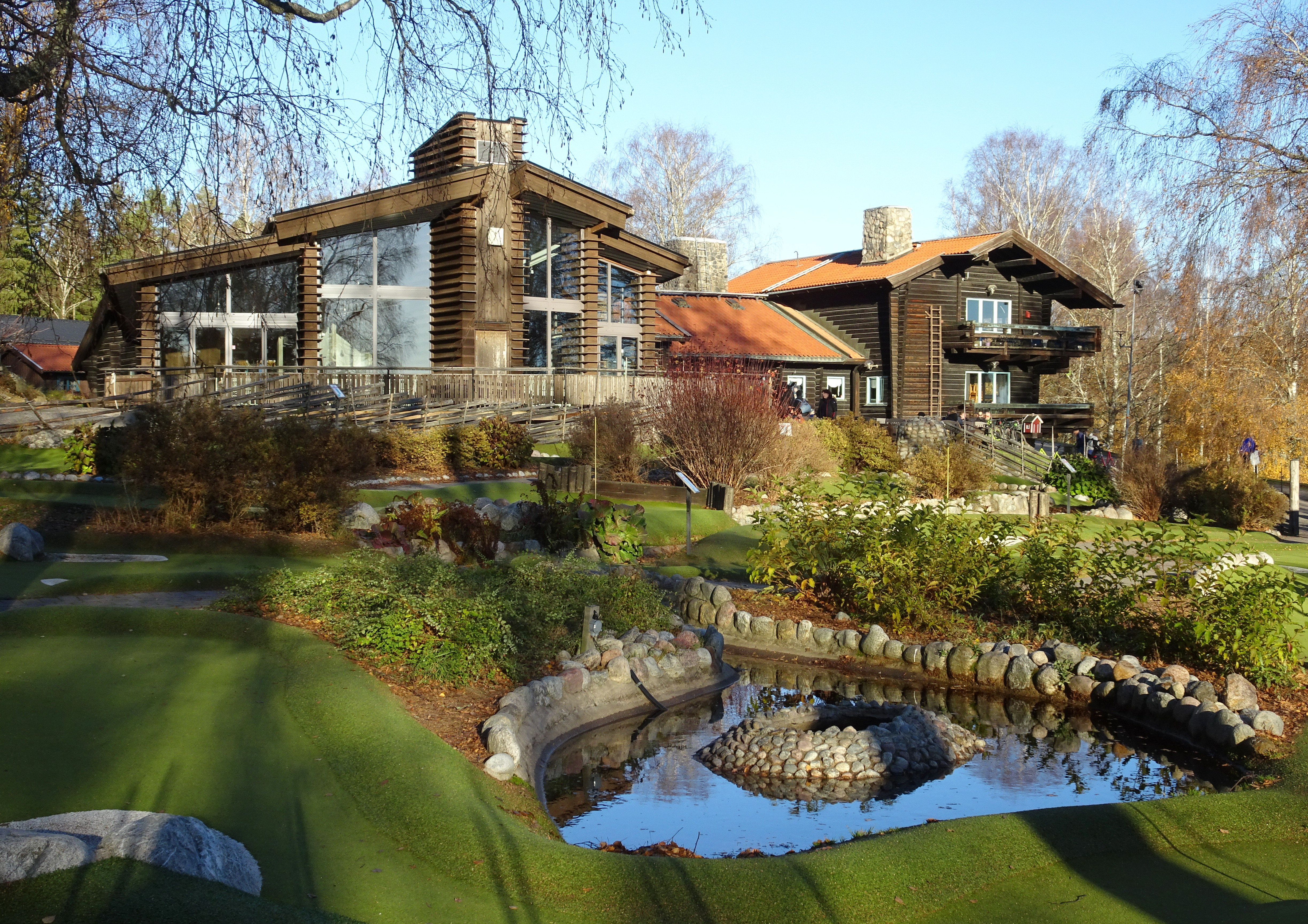
Bangolfanläggningen med värdshuset i bakgrunden
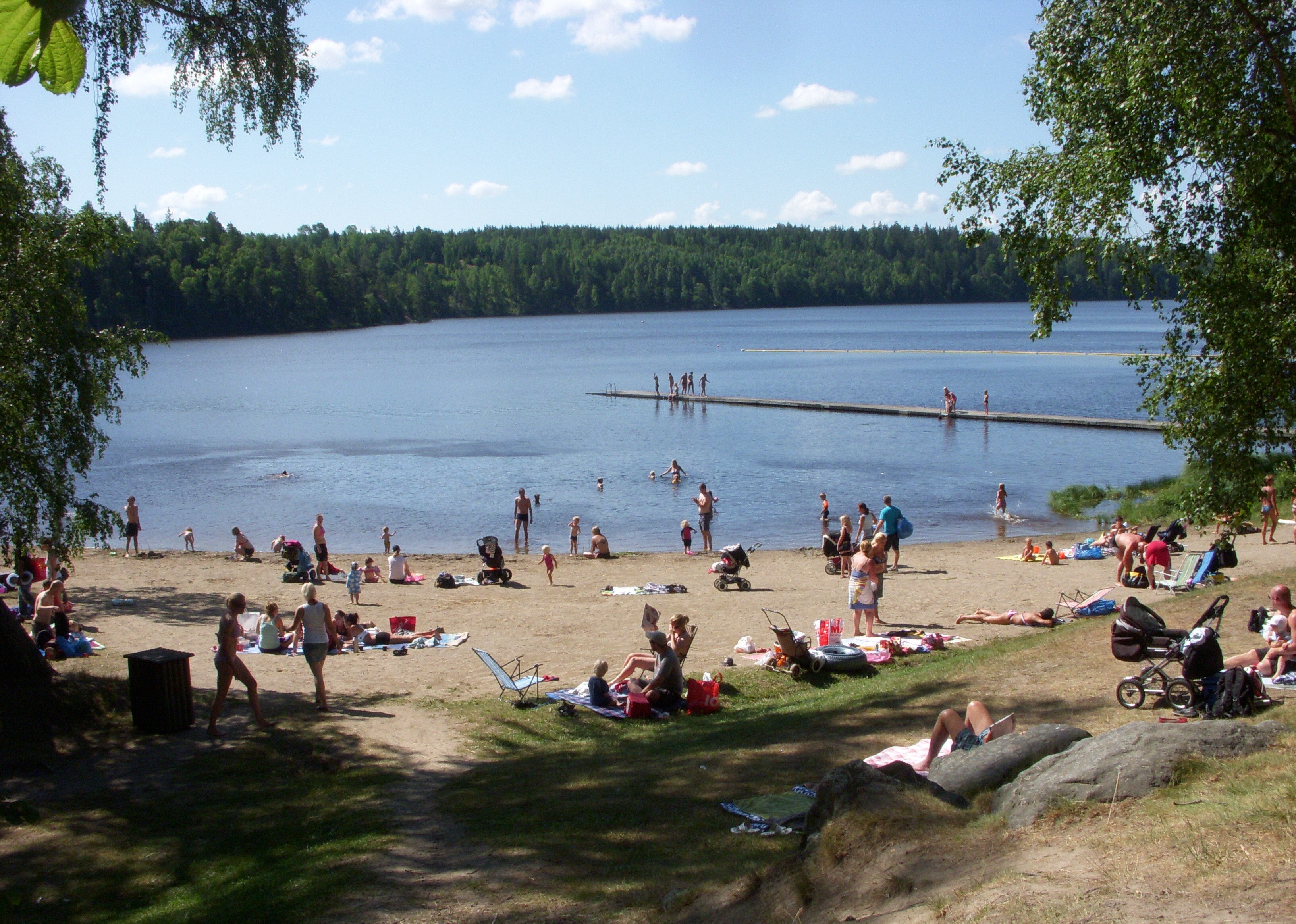
Lidabadet

## Lida idrottskyrka

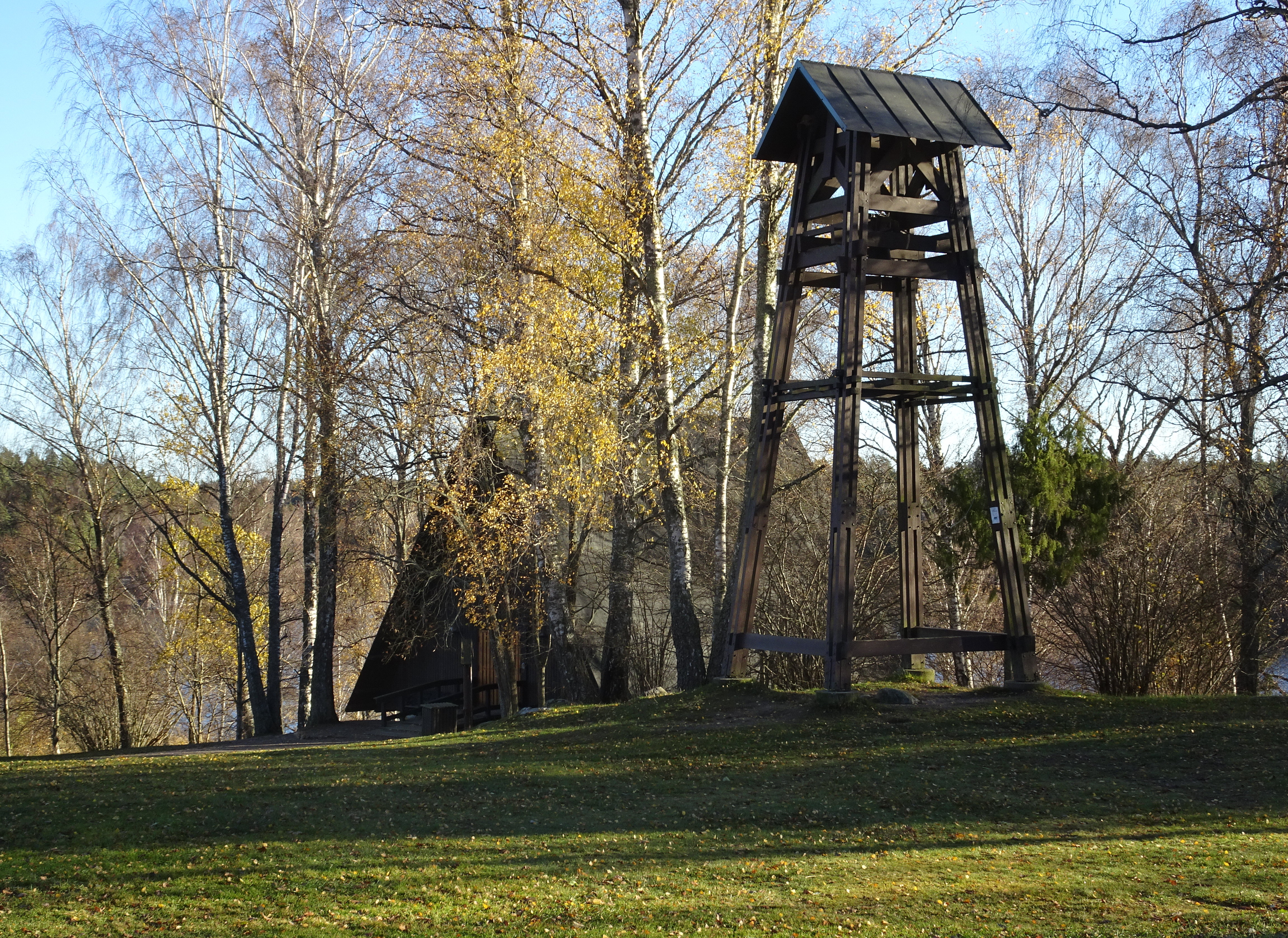
Erskines klockstapel vid Lida idrottskyrka

Kyrkan eller kapellet ligger i sluttningen ner mot Getaren. Byggnaden uppfördes 1957 med hjälp av donationer och ideellt arbete och invigdes den 17 november samma år. Historien kring kapellet går tillbaka till tiden runt 2:a världskriget. Då var det svårt att förflytta sig. Söndagarna räckte inte till för att både hinna vara i naturen och gå i kyrkan. Från början hölls gudstjänsterna i det fria. Klockstapeln byggdes redan 1948 för att kalla på besökarna i området. Med kyrkan på plats behövde man inte avstå någondera av söndagsaktiviteterna. Kyrkan tillhör Friluftsfolkets Gudstjänstkommitté.

## Stockholm Ski Center
Stockholm Ski Center är en planerad skidtunnel på Lida friluftsgård, Tullinge. Skidtunneln beräknas bli 2 km lång och det betyder att den kommer att bli världens längsta skidtunnel. Den planeras också att bli 9 m bred med 4 klassiska spår och en skatebädd i mitten. Skidtunneln är tänkt att ligga i anslutning till det befintliga skidsystemet. Man planerar också bygga ett 'starthus' på toppen av Lida friluftsgårds skidbacke.

## Aktiviteter

### Lida friluftsbad
Vid Getarens strand finns Lida friluftsbad, en badplats med en cirka 50 meter lång sandstrand och flera badbryggor. Det finns toaletter och även en badplats för hundar. På sommaren finns det ibland ett mindre cafe nere vid badet. Det finns även två flytbryggor vi badet, en längre brygga som ligger bredvid badplatsen och en kortare som är lite längre bort. 

### Lida skidbacke
Lida har en skidbacke som är 40 m hög och 250 m lång, och ligger i anslutning till friluftsgården. Snörika vintrar preparerar man backen för utförsåkning. Det finns en ankarlift och en replift för barnen. Det finns även möjlighet att hyra utrustning.

### Accropark
Lida Accropark invigdes på våren 2017. Det är en höghöjds-äventyrsbana som är anlagd mellan träden direkt väster om Lida skidbacke. Här finns fem olika banor med olika svårighetsgrad (Barnbana, Gröna banan, Blåa banan, Röda banan och Zip-line). Röda banan ligger på en höjd mellan 4 och 9 meter över marken och består av tio utmaningar. Zip-line är en linbana som går i trädtopparna på en höjd mellan 4 och 11 meter över marken och består av sex utmaningar.

### Motions- och skidspår
Lida är en del av spårsystemet Lida-Brantbrink-Harbro. I spårsystemet finns 35 km motionsspår. Vintertid prepareras spårsystemet till skidspår. På Lida finns det tre elljusspår som är tända på kvällarna fram till 22:00. I hela spårsystemet finns informationstavlor med kartor och avståndstabeller. I samarbete med Tullinge SK har också Lida friluftsgård två Mountainbike-leder.

### Vandringsleder, Lida naturreservat
Vid Lida finns 35 km märkta motionsspår. Sörmlandsleden passerar Lida friluftsgård. Vandrar man österut från Lida, kan man komma bland annat till Paradisets naturreservat och Tyresta nationalpark. Om man vandrar västerut på Sörmlandsleden från Lida kommer man till Brotorp. Skogsmulle och hans vänner, Fjällfina, Laxe och Nova, har också egna korta vandringsleder för barn, vid slutet på varje led finns respektive figurs bostad. Skogsmulles korta vandringsleder är välbesökta av förskole- och skolbarn från södra Botkyrka.
Lida naturreservat  bildades av Botkyrka kommun år 2010 och omfattar ett större område norr om Getaren, norr och sydväst om friluftsgården, samt ett område söder om sjön.

Aktiviteter
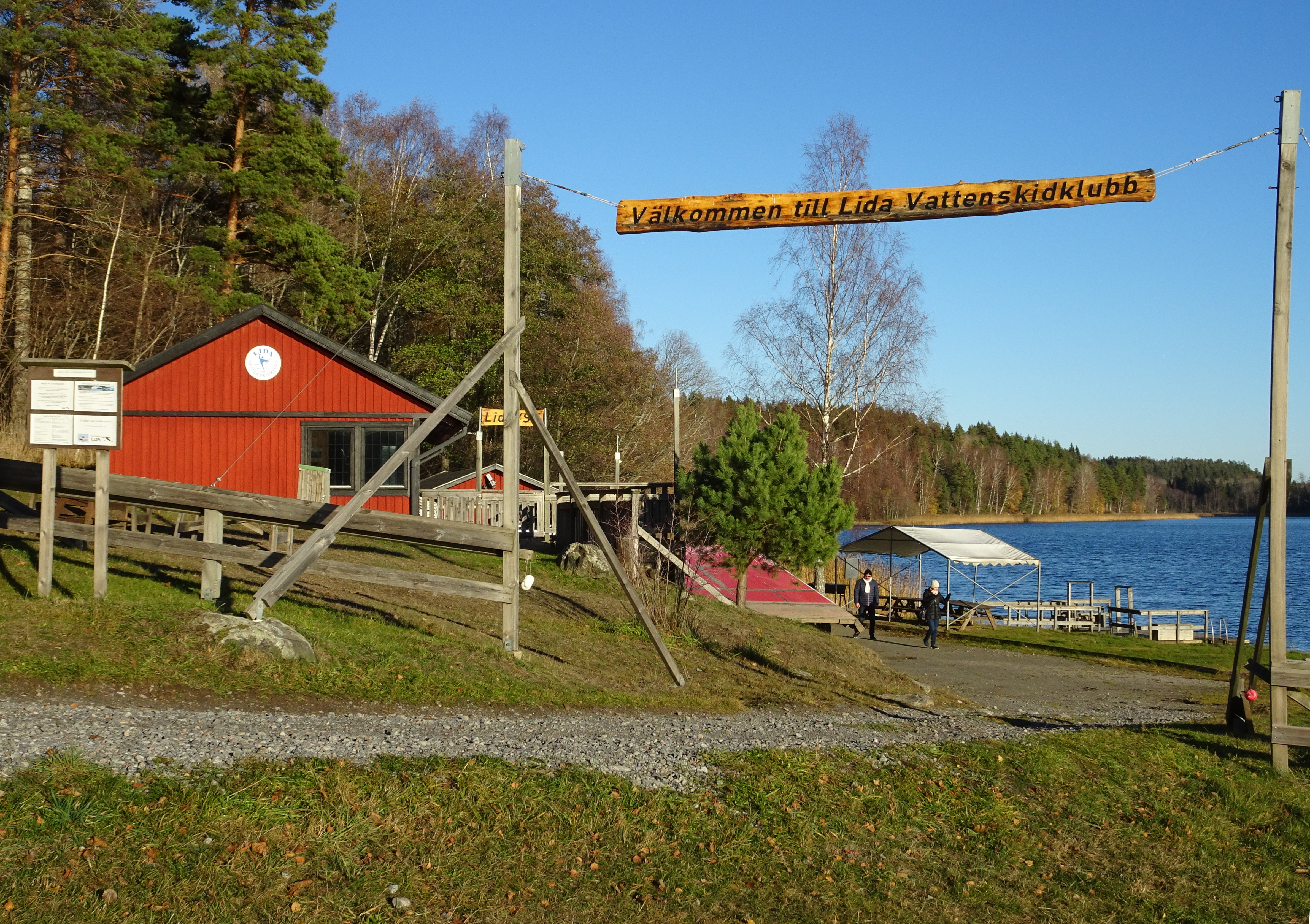
Lida vattenskidklubb startades 1967.
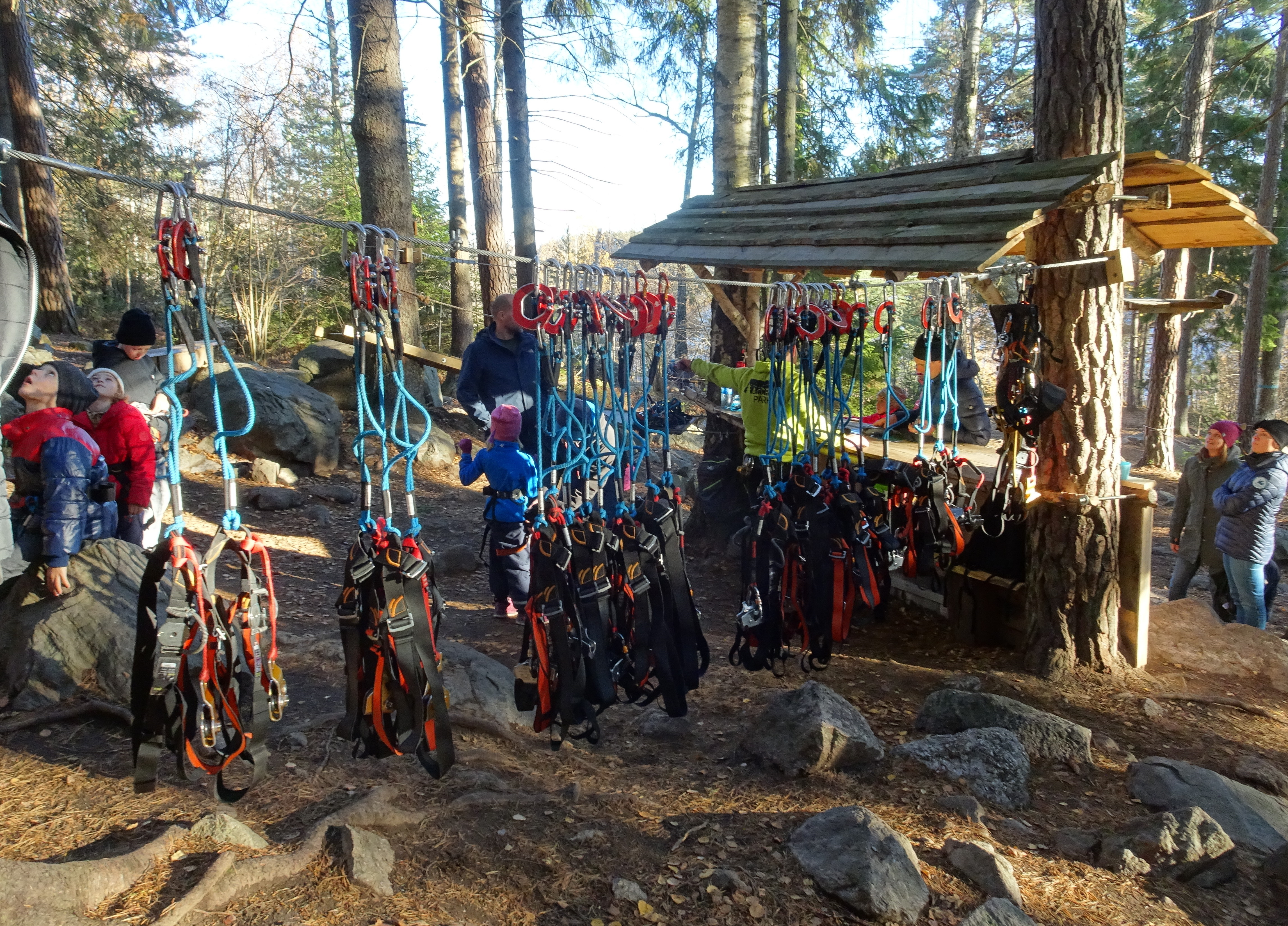
Lida Accropark, säkerhetsutrustning.
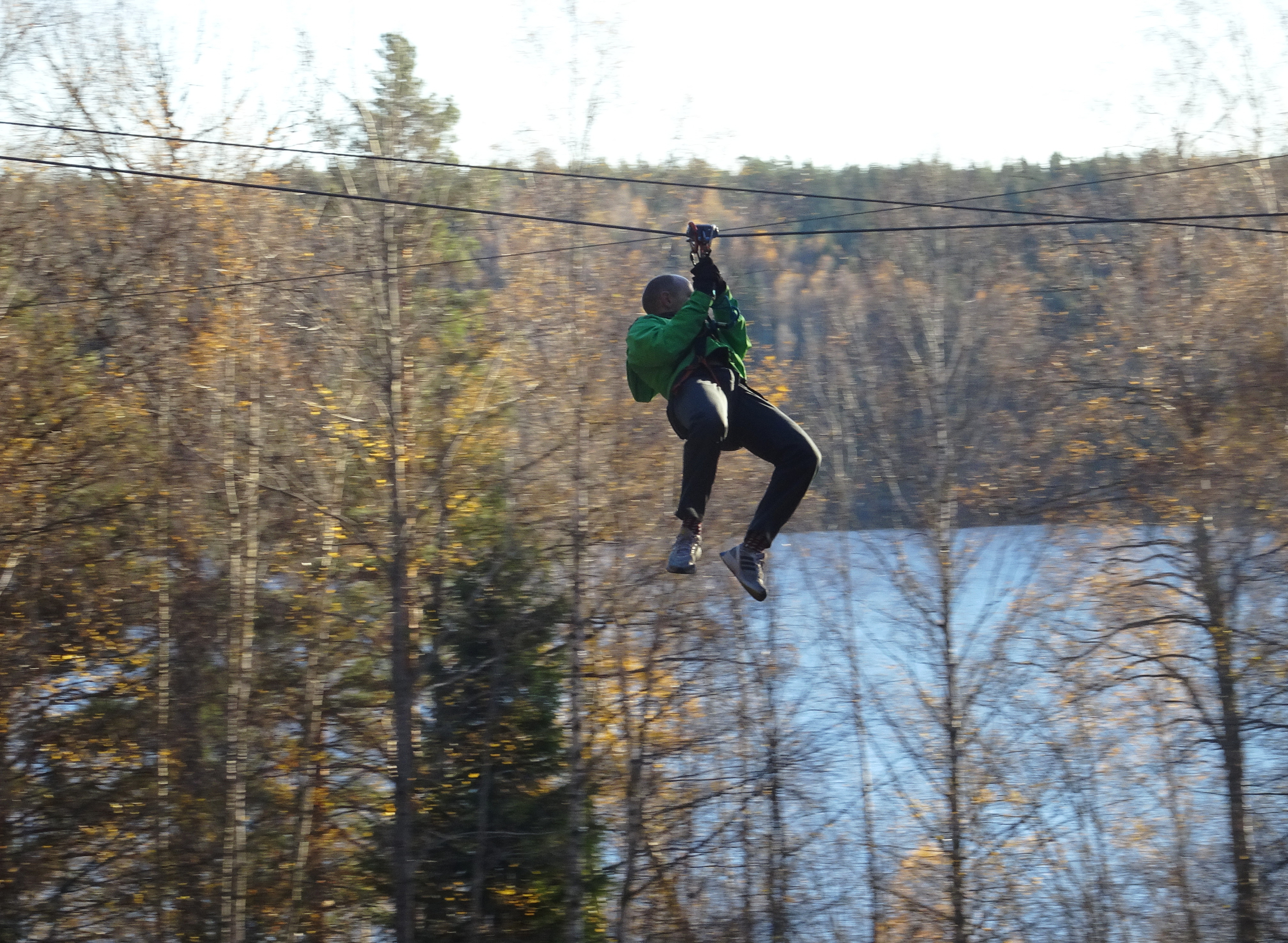
Lida Accropark, höghöjdsbanan.
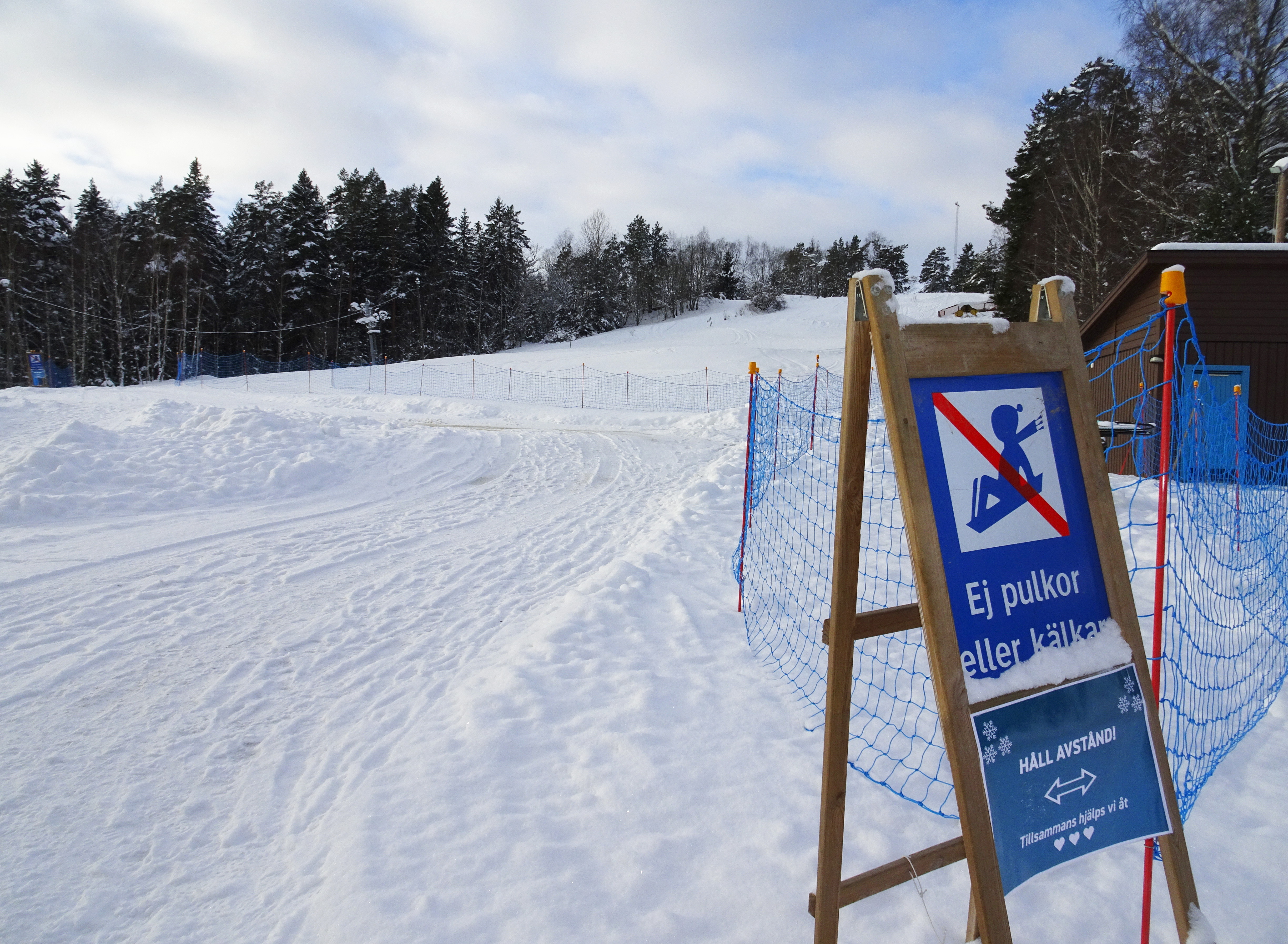
Lida skidbacke.

## Lida Loop
Lida Loop är ett långlopp på Mountainbike. Loppets sträcka är 65 km och både start och mål är på Lida friluftsgård.

## Lollipopfestivalen

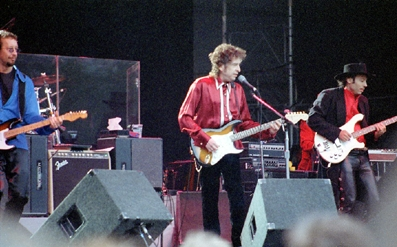
Bob Dylan på Lollipopfestivalen.

Lollipopfestivalen var en tvådagars musikfestival som anordnades tre gånger på Lida friluftsområde somrarna 1995–1997 av Håkan Waxegård i samarbete med EMA Telstar och tidningen Pop. Bob Dylan, David Bowie, John Fogerty och The Prodigy var några av de mest namnkunniga artisterna som uppträdde på Lollipopfestivalen.

## Skogsmulle
Skogsmulle är en fantasifigur ute i skogen, skapad 1957 på Lida friluftsgård av Gösta Frohm. Skogsmulle är barnens vän, enligt berättelserna kommer Skogsmulle till barnen för att leka, sjunga och berätta om naturen genom en mulleskola. Skogsmulleskolan är till för att tillfredsställa barnens nyfikenhet och upptäckarglädje och dessutom utveckla ett ansvar för det som lever i naturen.